# Südstadt (Weimar)
Die Südstadt in Weimar zieht sich von der Berkaer Straße/Belvederer Allee bis zum in den 1990er Jahren entstandenen Stadtgebiet „Sackpfeife“. Die Bezeichnung rührt von der Form der bebauten Grundfläche her, die die Form einer Sackpfeife aufweist, also einem Holzblasinstrument. Das Viertel mit viel Grün ist beliebt wegen seiner exponierten und ruhigen Lage sowie den attraktiven Villen. Neu entstanden ist das Gebiet Sackpfeife mit Mehrfamilienhäusern und genossenschaftlichen Wohnformen. Am Rande des Gebietes liegt das Weimarer Klinikum mit 500 Betten. Die Südstadt ist laut Liste der Stadtteile von Weimar Teil der Weimarer Kernstadt.
Die meisten Straßenzüge der Weimarer Südstadt stehen auf der Liste der Kulturdenkmale in Weimar (Sachgesamtheiten und Ensembles) bzw. der Liste der Kulturdenkmale der Südlichen Stadterweiterung in Weimar. (Nicht darin verzeichnet ist u. a. die Wilhelm-Bode-Straße, benannt nach dem Goethe-Forscher Wilhelm Bode. Auch Einzeldenkmäler in ihr sind nicht verzeichnet.) Viele Villen stehen zudem auf der Liste der Kulturdenkmale in Weimar (Einzeldenkmale). Zu den Einzelobjekten mit Denkmalstatus zählt u. a. der Lindenhof, der sich wiederum in Neu-Ehringsdorf befindet. Nach diesem ist auch der Lindenhofsweg benannt. Auch die Jugendherberge "Maxim Gorki" zählt darunter. Zu den markanten Straßenzügen gehören die u. a. die Rainer-Maria-Rilke-Straße, der Lenbachweg, die Freiherr-vom-Stein-Allee, Merketalstraße, Max-Liebermann-Straße und die mehrere Stadtteile überspannende Humboldtstraße.
In diesem Bereich liegt ein Waldgebiet namens Gehädrich. Gegenüber jenseits der Belvederer Allee liegt der Park an der Ilm. In dem Bereich der Südstadt befanden die Steinbrüche für den Travertin ebenso wie im Ilmpark selbst, der im benachbarten Ilmpark verwendet wurde. Die Bebauung begann nach Verfüllung der Steinbrüche. Auch Neu-Ehringsdorf gehört zur Südstadt im Verwaltungsbezirk Belvedere.